# Thai erdei szerzetesek listája
A thai erdei hagyományhoz más néven (Kammatthána hagyomány) tartozó neves egyházi személyek listája.

## Bhikkhuk

### Dhammajuttika rend
| Ácsán Szaó Kantaszíló | (1861–1941) |
| Ácsán Mun Bhúridatta  | (1870–1949) |
| Ácsán Vaén Szucsinnó  | (1887–1985) |
| Ácsán Thaté           | (1902–1994) |
| Ácsán Lí              | (1907–1961) |
| Ácsán Mahá Bua        | (1913–2011) |
| Ácsán Fuang Dzsótikó  | (1915–1986) |
| Ácsán Szuvat Szuvacsó | (1919–2002) |
| Thánisszaró Bhikkhu   | (1949–)     |

### Mahá-nikája
| Ácsán Buddhadásza \| (1906–1993) |
| Ácsán Cshá \| (1918–1992)        |
| Ácsán Szumédhó \| (1934–)        |
| Ácsán Khémadhammó \| (1944–)     |
| Ácsán Viradhammó \| (1947–)      |
| Ácsán Paszannó \| (1949–)        |
| Ácsán Szucsittó \| (1949–)       |
| Ácsán Brahm \| (1951–)           |
| Ácsán Amaró \| (1956–)           |
| Ácsán Dzsajaszáró \| (1958–)     |
| Ácsán Szudzsató                  |

## Szíladhara
| Ácsán Szundara    | (1946–) |
| Ácsán Csandasziri | (1947–) |